# 男衾村
男衾村（おぶすまむら）は埼玉県の北西部、大里郡に属していた村。当初は男衾郡所属であった。

## 地理
- 河川：荒川

## 歴史
- 1889年（明治22年）4月1日 町村制施行により、富田村、赤浜村、牟礼村、今市村、西古里村、鷹巣村が合併し男衾郡男衾村が成立する。
- 1896年（明治29年）3月29日 男衾郡が大里郡、幡羅郡、榛沢郡と統合し大里郡となる。
- 1955年（昭和30年）2月11日 寄居町、折原村、鉢形村、用土村と合併し寄居町を新設する。

## 交通

### 鉄道
- 東武鉄道
  - 東上本線：男衾駅